# 잭 코크
잭 프랭크 포티어스 코크(Jack Frank Porteous Cork, 1989년 6월 25일 ~ )는 잉글랜드의 축구 선수이다. 현재 번리에서 활약하고 있다.